# مارتا هفلین
مارتا هفلین (انگلیسی: Marta Heflin؛ ۲۹ مارس ۱۹۴۵ – ۱۸ سپتامبر ۲۰۱۳) یک هنرپیشه اهل ایالات متحده آمریکا بود. از فیلم‌هایی که او در آن بازی کرده‌است، می‌توان به به ۵ و سکه ۱۰ سنتی برگرد اشاره کرد.